# Наполеонова инвазија на Русију
Наполеонова инвазија на Русију 1812, представља прекретницу Наполеонових ратова. Наполеон је са 691.500 војника кренуо 24. јуна 1812. у инвазију Русије. Руска војска се супротставила са стратегијом спаљене земље и избегавањем великих битака. Наполеон је заузео испражњену Москву, али без снабдевања и без одлучне победе над руском војском морао се повлачити из Русије у току зиме. Поход на Русију свео је снаге Француза и њихових савезника на око 3% почетне јачине. Та инвазија има велику улогу у руској култури, што се очитује Толстојевим делом „Рат и мир“, као и совјетском идентификацијом француске инвазије са немачком инвазијом 1941—1945. Наполеонова инвазија је у Русији позната као Отаџбински рат. Понекад се означава и као „рат 1812."

## Велика армија
Француска Велика армија од 691.501 војника је 24. јуна 1812. прешла реку Њемен и кренула према Москви. Била је то дотада највећа сакупљена армија у европској историји. Велика армија је била подељена на:
- средишњу ударну силу од 250.000 војника под Наполеоновим заповедништвом
- две друге фронталне армије под 
  - Еженом де Боарнеом (80.000 војника) и
  - Жеромом Бонапартом (70.000 војника)
- два одвојена корпуса под 
  - Етјен Макдоналдом (32.000 војника)
  - Карлом Шварценбергом (34.000 аустријских војника)
- резервна армија од 225.000 војника

Поред тога 80.000 гардиста је регрутовано за одбрану граница Варшавског војводства. Заједно са њима укупне француске снаге на руској граници и у Русији биле су готово 800.000 војника. Толики број војника јако је растегао царство, јер је 300.000 француских војника било у Шпанији, а преко 200.000 у Немачкој и Италији.
Од Велике армије већину су чинили Французи. Било их је 450.000. Савезници су чинили остатак. Тако је било 34.000 Аустријанаца, 95.000 Пољака, 90.000 Немаца (24.000 Бавараца, 20.000 Саксонаца, 20.000 Пруса, 17.000 Вестфалаца и неколико хиљада из малих порајњских држава.), 30.000 Италијана, 25.000 Наполитанаца и остали.

## Руска армија
Према модерним проценама, руска армија је 1812. имала у почетку мање војника од француске Велике армије. Око 280.000 руских војника је било распоређено на пољској граници. Цар Александар I Романов је претходно намеравао да изврши инвазију Варшавског војводства. Укупно су Руси имали 500.000 војника (процене се крећу од 350.000 до 710.000 војника). Руска војска је била подељена у три армије:
- Прва армија Запада од 159.800 војника под командом Барклаја де Толија
- Друга армија Запада од 62.000 војника под командом Пјотра Багратиона
- Трећа армија Запада од 58.200 војника под командом Александра Томасова

Постојале су и две резерве од 65.000 и 47.000 војника. Ако се то сабере Руси су на фронту имали 392.000 војника насупрот Наполеонове Велике армије. Осим тога Русија је склопила мир са Шведском и Турском, па је ослободила додатних 100.000 војника за рат против Наполеона. Чињени су напори да се попуни руска војска, па је до септембра имала око 900.000 војника, не рачунајући нередовне козачке јединице, којих је било 70.000 до 80.000.

## Марш на Москву
Инвазија је започела 23. јуна 1812. Наполеон је послао последњу мировну понуду у Санкт Петербург пре започињања операција. Никад није добио одговор, тако да је издао наређење да се крене на руски део Пољске. У почетку се суочавао са јако слабим отпором, па је напредовао брзо кроз руску територију. Главнокомандујући руских снага Барклај де Толи је одбијао да се бори, иако је Пјотр Багратион инсистирао на борби. Неколико пута је покушао да успостави јаке одбрамбене позиције, али сваки пут француска претходница је била пребрза, па не би на време завршио припреме. Због тога је био принуђен да се повлачи.
Како је француска армија даље напредовала, суочавала се са проблемима снабдевања, а поготово због руске стратегије спаљене земље. Растао је политички притисак на Барклаја да се уђе у битку са Французима. Осим тога генерали су се супротстављали његовој стратегији вођења рата, па је он смењен, а на чело руске војске је постављен Михаил Кутузов. Иако је Кутузов другачије говорио он је наставио да избегава битку на исти начин као и Барклеј, јер је сматрао да је бесмислено да жртвује армију у бици. После неодлучне битке код Смоленска 16.-18. августа 1812. коначно је Кутузов успео да успостави одбрамбену позицију на Бородину.
Битка код Бородина одиграла се 7. септембра и представљала је најкрвавији дан у Наполеонским ратовима, а могуће и у целој људској историји. Руска војска је 8. септембра била принуђена да се повуче поред Москве, остављајући Москву небрањеном. Кутузов је наредио евакуацију Москве. Руси су после тога успели да ојачају армију довлачећи појачања, па су имали око 904.000 војника са око 100.000 у непосредној близини Москве.

## Заузимање Москве
Наполеон је ушао у напуштену Москву у којој није могао да нађе ништа што би користило снабдевању његове армије. Наполеон се ослањао на класична правила рата чији је циљ заузимање непријатељске престонице (иако је у то време Санкт Петербург био престоница), па је очекивао да руски цар понуди капитулацију. Али - то се није десило. Руси нису намеравали да се предају. Када се Наполеон припремао да уђе у Москву био је изненађен да није дошла ниједна делегација из града. Обично се дешавало да би градске власти дочекале Наполеона и предале му кључеве града у покушају да се спаси становништво. Наполеон није нашао у Москви никога. Руси су потпуно напустили Москву. Приликом нормалне предаје некога града, градске власти би склопиле споразум са окупатором о томе где да се смести војска и како да се храни. Наполеон је био разочаран. Град је пре напуштања имао 270.000 становника. Када су се Руси повлачили из Москве спалили су све што је могло бити од користи Французима. У Кремљу је још увек била трећина становништва, а то су били страни трговци, слуге и људи који нису могли да беже.

## Паљење Москве
Како је велики део француске војске ушао у Москву започела је борба у којој се сваки војник борио за себе и тражио је храну само за себе. Настао је потпуни хаос, у коме су се изгубиле везе официра и војника. Све то је допринело ватри, али није њен главни узрок. Чак и пре него што је Кутузов наредио градоначелнику Москве Фјодору Растопчину да запали све што би било Французима од користи, Фјодор је извршио припреме да запали све што би Французи могли да користе: залихе хране, складишта жита, трговине и залихе текстила. Пре него што је напустио град Растопчин је наредио полицијском надзорнику да запали не само залихе, него и све што се може запалити. Две трећине Москве је било од дрвених кућа, па је Москва темељито изгорела. Процена је да је четири петине Москве било потпуно уништено. Французи су тако остали без склоништа у граду. Пре напуштања Москве и Наполеон је дао наређење да се запали Кремљ и све јавне зграде. Осим тога француска Велика армија је била незадовољна условима и тиме да се не види знак победе, па је почела са пљачком и тога што је остало од Москве. 

## Повлачење
Седећи на пепелу спаљенога града, али без руске капитулације, Наполеон је започео велико повлачење. У бици код Малојарославеца Кутузов је присилио француску армију да крене истим оним Смоленским друмом, са којим је раније дошла у Русији. А на томе правцу одавно није било никаквих залиха хране. То је био још један пример стратегије спаљене земље. Кутузов је блокирао француску армију спречавајући је да користи другачије правце, на којима би нашла хране и другога снабдевања. Блокирао је јужно крило да спречи Французе да крену другим путем, а користио је и партизанску тактику да би стално ударао Французе на местима где су најслабији. Лака руска коњица, укључујући козаке нападала је и разбијала изоловане француске јединице.
Снабдевање француске армије постало је немогуће. Изостанак траве слабио је преостале коње. Већина коња је већ била убијена да би се нахранили војници. Без коња француска коњица је престала постојати, тако да су и коњаници морали пешачити. Због недостатка коња морали су оставити и све топове иза себе, јер их није имао ко вући. Због нестанка коња морали су оставити и кола за снабдевање. Француска је још некако и могла касније да надокнади губитак артиљерије, али губитак војних кола за снабдевање створио је велике логистичке проблеме коју годину касније, јер су хиљаде најбољих војних кола оставили у Русији. Наступила је глад и болести, а дезертерство се раширило. Већину дезертера би руски сељаци или заробили или погубили. Под тим околностима јако ослабљена Велика армија је била поражена у биткама код Вјазме и Красноја, а поједини француски корпуси су били поражени у одвојеним биткама. Прелазак реке Березине је представљао коначну катастрофу француске војске. Док су се остаци Велике армије борили да пређу преко понтонских мостова две руске армије су им на Березини нанеле огромне губитке.
Почетком децембра 1812. Наполеон је сазнао да је генерал Клод де Мале покушао државни удар у Француској. Наполеон је због тога напустио остатке своје Велике армије и на санкама је пожурио у Париз. Оставио је маршала Жоашена Мира као главнокомандујућег. Мира је касније дезертирао да би спасио Напуљску краљевину, а као заповедника је оставио Ежена де Боарнеа. Наредних недеља још су више смањени остаци Велике армије, а 14. децембра 1812. су напустили руску територију. Само око 22.000 Наполеонових војника је преживело инвазију Русије. Руски губици у неколико отворених битака су били слични француским, али руски цивилни губици су били већи од војних. Око милион људи је убијено, од тога пола Руса, пола Француза. Војни губици су били око 300.000 Француза, 70.000 Пољака, 50.000 Италијана, 80.000 Немаца и можда око 450.000 Руса. Осим тога Французи су изгубили 1.000 топова и 200.000 коња.

## Историјска процена
Руска победа над француском војском 1812. представљала је велики удар Наполеоновим амбицијама о доминацији у Европи. Као што је битка код Трафалгара била прекретница на мору, тако је руски поход представљао прекретницу Наполеонских ратова, који је водио Наполеонову поразу. За Русију појам Отаџбински рат представља симбол за ојачање њиховог националног идентитета. Имаће велики ефекат на руски патриотизам 19. века. Индиректни резултат патриотског покрета је била јака тежња за модернизацијом земље, што ће довести до низа револуција, почевши са побуном декабриста, па до фебруарске револуције 1917.
Наполеон није био потпуно поражен у Русији. Већ следеће године Наполеон је сакупио 400.000 француских војника и још четврт милиона савезничких војника да би задржао контролу над Немачком. Коначно је поражен тек у бици код Лајпцига 16.—19. октобра 1813. Али и након те битке још се борио и током 1814. Руски поход је са друге стране открио да Наполеон није непобедив. Када су то осетили немачки националисти су се на подстицај пруских и руских националиста побунили у целој Рајнској конфедерацији. Одлучна немачка кампања против Наполеона није могла да почне без поруке о Наполеоновом поразу у Русији.

## Срби у Наполеоновој војсци
У овом нападу против Русије учествовали су и неки Срби из Лике, који су Наполеоновим освајањем Лике дошли под његово подаништво. Генерал Буде Будисављевић је оставио записе о свом учешћу и поразу француске војске у Русији.